# فلفل پرویی
فلفل پِرویی (نام علمی: Schinus molle) درختی زینتی همیشه‌سبز از خانواده پسته‌ایان است که میوه‌ای صورتی‌رنگ مشهور به فلفل صورتی دارد. میوه این درخت به شکل و اندازه فلفل است و از این‌رو فلفل صورتی می‌نامند که در بازار به همین نام عرضه می‌شود، در حالی که هیچ ارتباطی به فلفل واقعی ندارد.
بلندی این درخت تا ۱۵ متر می‌رسد. درخت فلفل پروئی در برابر خشکسالی مقاوم است و نسبت به دیگر گونه‌های این جنس، بزرگ‌تر است و دارای بیشترین طول‌عمر می‌باشد. رشد سریع فلفل پرویی، آن را در رده گونه‌های گیاهی مهاجم قرارمی‌دهد.

## توزیع جغرافیایی
این درخت، بومی آمریکای لاتین است و در بیابان‌های کوهستان آند در پرو، آرژانتین و شیلی مرکزی می‌روید.

## کاربرد
- رنگ زیبا، عطر و طعم میوه این درخت آن را ادویه‌ای مناسب می‌سازد.
- چوب محکم این درخت برای درست‌کردن زین مورد استفاده قرارمی‌گیرد.
- پوست درخت هنگام خراشیدن و برگ آن معطرند. از عصاره فلفل پروئی در شربت و نوشیدنی‌ها استفاده می‌شود.
- استفاده داروئی از این گیاه سابقه‌ای بسیار طولانی دارد. عصاره برگ آن ویژگی ضدافسردگی (آزمایش شده روی موش‌ها)، مدر، مسکن درد دندان و رماتیسم دارد و نیز مفید برای بی‌نظمی‌های قاعدگی است. در طب سنتی از ویژگی ضدباکتریایی و گندزدائی آن در درمان زخم و عفونت استفاده می‌شود.
- ویژگی حشره‌کش بودن آن، آن را جایگزین مناسبی برای حشره‌کش‌های مصنوعی می‌سازد.
- از برگ این درخت در رنگرزی استفاده می‌شود. این استفاده از زمان اینکاها وجود داشته‌است. روغن حاصل از برگ‌ها نیز برای مومیایی کردن اجساد بکار می‌رفته‌است.